# Anthony Schmid
Anthony Schmid (Strasburgo, 18 gennaio 1999) è un calciatore austriaco, attaccante del Floridsdorfer.

## Biografia
Schmid nacque nel 1999 a Strasburgo da padre austriaco, originario di Gresten (Bassa Austria), e madre alsaziana. Ha origini algerine da parte del nonno materno. È cresciuto nel quartiere di Neuhof. È fratello di Jonathan Schmid, anche lui calciatore professionista.

## Carriera

### Club
Schmidt è cresciuto nel settore giovanile del Friburgo dove dal 2018 al 2020 ha militato nella seconda squadra in Regionalliga. Nel 2022 si è trasferito in Austria al Floridsdorfer dove ha debuttato il 29 agosto nell'incontro di ÖFB-Cup vinto 3-0 contro il Graßburg. Due settimane dopo ha esordito anche in 2. Liga contro il Lafnitz.
Al termine della stagione 2021-2022, dove ha realizzato 12 gol in 28 presenze in campionato, è stato acquistato a titolo definitivo dall'Austria Lustenau neopromosso in Bundesliga.

### Nazionale
Ha giocato nelle nazionali giovanili austriache Under-18, Under-19 ed Under-21.

## Statistiche

### Presenze e reti nei club
Statistiche aggiornate al 22 dicembre 2023.
| Stagione        | Squadra          | Campionato      | Campionato | Campionato | Coppe nazionali | Coppe nazionali | Coppe nazionali | Coppe continentali | Coppe continentali | Coppe continentali | Altre coppe | Altre coppe | Altre coppe | Totale | Totale |
| Stagione        | Squadra          | Comp            | Pres       | Reti       | Comp            | Pres            | Reti            | Comp               | Pres               | Reti               | Comp        | Pres        | Reti        | Pres   | Reti   |
| --------------- | ---------------- | --------------- | ---------- | ---------- | --------------- | --------------- | --------------- | ------------------ | ------------------ | ------------------ | ----------- | ----------- | ----------- | ------ | ------ |
| 2018-2019       | Friburgo II      | 3L              | 11         | 1          |                 | -               | -               |                    | -                  | -                  |             | -           | -           | 11     | 1      |
| 2019-2020       | Friburgo II      | 3L              | 7          | 1          |                 | -               | -               |                    | -                  | -                  |             | -           | -           | 7      | 1      |
| 2020-2021       | Floridsdorfer    | 2L              | 25         | 3          | CA              | 2               | 1               |                    | -                  | -                  |             | -           | -           | 27     | 4      |
| 2021-2022       | Floridsdorfer    | 2L              | 28         | 12         | CA              | 3               | 1               |                    | -                  | -                  |             | -           | -           | 31     | 13     |
| 2022-2023       | Austria Lustenau | BL              | 27         | 4          | CA              | 2               | 1               |                    | -                  | -                  |             | -           | -           | 29     | 5      |
| 2023-2024       | Austria Lustenau | BL              | 13         | 2          | CA              | 3               | 1               |                    | -                  | -                  |             | -           | -           | 16     | 3      |
| Totale carriera | Totale carriera  | Totale carriera | 111        | 23         |                 | 10              | 4               |                    | -                  | -                  |             | -           | -           | 121    | 27     |